# Торнбері Тауншип (округ Делавар, Пенсільванія)
Торнбері Тауншип (англ. Thornbury Township) — селище (англ. township) в США, в окрузі Делавер штату Пенсільванія. Населення — 6904 особи (2020).

## Демографія
Згідно з переписом 2010 року, у селищі мешкало 8028 осіб у 2114 домогосподарствах у складі 1799 родин. Було 2197 помешкань
Расовий склад населення:
| - 72,4 % — білих - 20,6 % — чорних або афроамериканців - 4,1 % — азіатів - 0,2 % — корінних американців - 1,1 % — осіб інших рас |

До двох чи більше рас належало 1,6 %. Частка іспаномовних становила 2,4 % від усіх жителів.
За віковим діапазоном населення розподілялося таким чином: 29,5 % — особи молодші 18 років, 62,0 % — особи у віці 18—64 років, 8,5 % — особи у віці 65 років та старші. Медіана віку мешканця становила 30,1 року. На 100 осіб жіночої статі у селищі припадало 117,2 чоловіків;  на 100 жінок у віці від 18 років та старших — 101,7 чоловіків також старших 18 років.
Середній дохід на одне домашнє господарство  становив 195 682 долари США (медіана — 142 500), а середній дохід на одну сім'ю — 217 118 доларів (медіана — 155 729). Медіана доходів становила 114 441 долар для чоловіків та 67 500 доларів для жінок. За межею бідності перебувало 4,0 % осіб, у тому числі 3,7 % дітей у віці до 18 років та 5,8 % осіб у віці 65 років та старших.
Цивільне працевлаштоване населення становило 4041 особа. Основні галузі зайнятості: освіта, охорона здоров'я та соціальна допомога — 25,2 %, науковці, спеціалісти, менеджери — 17,7 %, фінанси, страхування та нерухомість — 12,6 %, мистецтво, розваги та відпочинок — 10,5 %.